# Jaume Caçador
Jaume Caçador (Vic, 1484 - Barcelona, 4 januari 1561) was de 58ste president van de Generalitat de Catalunya (1545-1548). Tevens was hij opeenvolgend kanunnik van Vic, Gerona, Tarragona en Barcelona.
Hij was de zoon van Wilhelm Jäger, een schoenmaker uit Basel die naar Vic als handelaar uitgeweken was en zijn naam naar het Catalaanse «Caçador» (= jager) vertaald heeft. In Barcelona kwam hij in contact met Ignatius van Loyola en zijn groep hervormers, die Caçador hielpen om in 1546 bisschop van Barcelona te worden. Deze functie vervulde hij tot zijn dood in 1561.
In 1560 publiceerde Caçador Breviarium Barcenonense nunc denuo conflectum.